# Holter cardiaque
Ne doit pas être confondu avec Holster.

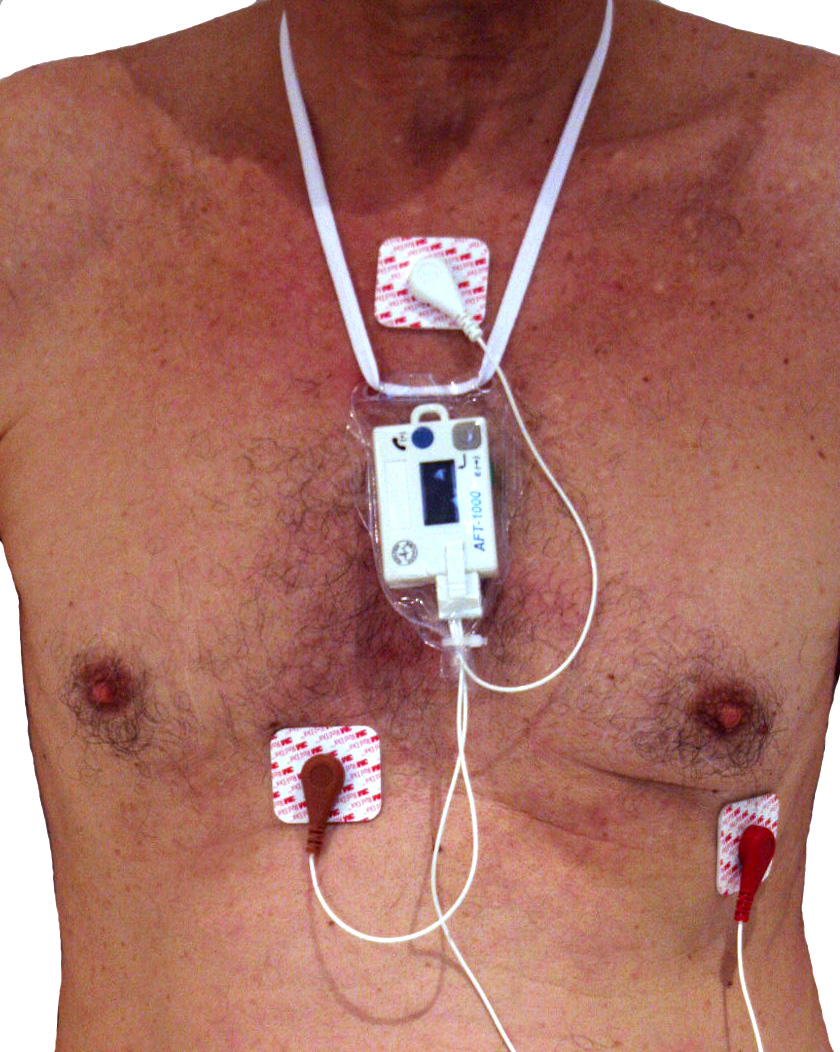
Holter cardiaque.

Le holter est un dispositif portable permettant l'enregistrement en continu de l'électrocardiogramme pendant au moins 24 heures.

## Historique
Son nom provient du nom du Dr Norman Holter, biophysicien américain qui créa cette technique en 1949, sous forme d'une valisette portable d'un peu plus de 30 kg.
L'enregistrement du signal électrique cardiaque a été ensuite fait de manière analogique sur une simple cassette audio de soixante minutes, tournant au ralenti.
La fin des années 1980 vit apparaître les premiers enregistrements numériques, d'abord sur puces électroniques, puis sur cartes mémoires amovibles.

## Matériel
Le holter comporte deux parties :
- un boîtier d'enregistrement confié au patient et relié à ce dernier par des électrodes (cinq le plus souvent, permettant d'enregistrer deux dérivations à peu près orthogonales, la dernière électrode faisant office de neutre) fixées à la peau par un adhésif. Ce boîtier comporte un bouton que le sujet peut actionner s'il ressent quelque chose durant l'enregistrement (palpitations, douleurs thoraciques ou autre) : un repère sera inscrit alors sur l'enregistrement, permettant au médecin d'aller directement consulter le tracé à ce moment et en faire ainsi le diagnostic.
- une console de traitement : il s'agit d'un ordinateur muni d'un logiciel permettant la visualisation et l'analyse semi-automatique de l'enregistrement.

Le patient doit idéalement tenir à jour une feuille où il décrit son activité durant l'enregistrement.
Il s'agit d'un examen complètement indolore et non dangereux. Il ne faut évidemment pas mouiller le boîtier durant l'enregistrement (ni même après…).
Comme dans les techniques d'imagerie médicale (DICOM), un format standard permettant l'échange entre différents systèmes a été défini dès 1998 par le groupe ISHNE (International Society of Holter and Non invasive Electrocardiology). Ce format propose de regrouper, au sein d'un même fichier, les données de 1 à 12 voies d'enregistrement sur des durées pouvant dépasser 24 heures. De nombreux industriels ont intégré l'exportation et l'importation à ce format dans leur programme.

## Interprétation
Le holter est un examen utile pour le diagnostic des troubles de la conduction cardiaque et des troubles rythmiques, surtout s'ils sont paroxystiques (c'est-à-dire quand les symptômes atteignent leur maximum d'intensité), et parfois asymptomatiques (non ressentis par le patient).
On peut connaître ainsi la fréquence cardiaque maximale et minimale, l'existence ou non de bradycardie, de tachycardie, le nombre et le type d'extrasystoles.
L'analyse des troubles de la repolarisation (segment ST) permet d'évaluer la présence d'une ischémie cardiaque et peut être révélatrice d'une maladie des coronaires.
Le holter permet d'évaluer également l'efficacité d'un traitement donné contre les troubles rythmiques.
Électrophysiologistes, médecins et sociétés savantes proposent des scores, par exemple depuis 1971 une classification pronostique par le cardiologue américain Bernard Lown, fondée sur le type et la fréquence d'éventuelles extrasystoles ventriculaires (ESV) à l'enregistrement.

## Limitations
- L'enregistrement n'excède habituellement pas quelques jours pour des raisons de taille mémoire du boîtier, mais aussi de qualité du signal électrique qui se dégrade si les électrodes sont laissées longtemps en place. Certains dispositifs peuvent enregistrer plusieurs semaines de signal ECG d'excellente qualité. Dans tous les cas les électrodes doivent être changées régulièrement pour éviter toute dégradation du signal. La durée de l'enregistrement peut cependant être insuffisante pour « surprendre » un événement tel qu'une syncope si la survenue est rare.
- Le problème essentiel reste la gestion informatisée des artefacts (bruits de fond), généralement mal gérés par les logiciels actuels, et qui peuvent gêner considérablement l'interprétation de l'examen.

## Différents types de holters
- Les holters modernes peuvent enregistrer entre deux et douze pistes. On est dans ce dernier cas limité par le nombre d'électrodes (dix) et par le câble devenant plus difficilement maniable.
- Certains boîtiers comportent leur propre système d'analyse ce qui permet théoriquement de se passer de la console de lecture et d'avoir ainsi un résultat dès la fin de l'enregistrement. La fiabilité de ces systèmes est cependant limitée.

- On dispose maintenant d'enregistreurs Holter ayant une capacité de plusieurs semaines et que la miniaturisation rend beaucoup plus confortable pour le patient car ils peuvent être portés en médaillon, donnant ainsi la possibilité d'utiliser des câbles ECG très courts, moins sensibles aux parasites et ne nécessitant pas leur fixation par de multiples sparadraps.

- Le holter implantable est un enregistreur d'événements qui consiste en un boîtier métallique de la taille d'un petit briquet qui est implanté sous la peau (en règle générale sous une clavicule), après anesthésie locale. Il fonctionne pendant un an environ.

En toute rigueur, le nom de Holter désigne un enregistrement uniquement électrocardiographique. Par extension, on parle de « holter tensionnel » (dont le vrai nom est MAPA = monitoring ambulatoire de la pression artérielle) un autre type d'appareil qui va servir à mesurer et enregistrer la pression artérielle au cours d'une journée et d'une nuit complète afin de mettre en évidence une potentielle hypertension artérielle.
Il existe encore d'autres types de holters enregistrant sur une longue période d'autres données médicales (par exemple un électroencéphalogramme).